# Ampholyte
Un ampholyte est une espèce chimique pouvant se comporter à la fois comme un acide et comme une base. Le phénomène est appelé amphotérisme, et l'adjectif associé est amphotère.

## Étymologie
Le mot est construit à partir du grec ancien ἀμφίς / amphís, « des deux côtés », et λυτός / lutós, « qui peut être dissous »,.

## Exemple de l'eau
L'eau est un ampholyte, c'est-à-dire une espèce amphotère. Les molécules d'eau peuvent perdre ou gagner un proton H+, et concurremment les deux dans la réaction d'autoprotolyse :
2 H2O(liq)  {\displaystyle \rightleftharpoons }  H3O+(aq) + HO−(aq).
La constante d'équilibre de cette réaction, Ke, vaut 1,008 × 10−14 à 25 °C ; elle augmente avec la température, et vaut par exemple 6,8 × 10−15 à 20 °C (pKe = 14,17) et 1,47 × 10−14 à 30 °C (pKe = 13,83). Ce nombre particulier est appelé produit ionique de l'eau, car Ke = [ H3O+ ] × [ HO− ] ; il s'exprime sans unité.
L'eau se comporte ainsi à la fois comme un acide et comme une base :
- comme un acide en présence d'une base telle que l'ammoniac NH3 : H2O + NH3 (aq) ⟶ HO−(aq) + NH4+(aq) ;
- comme une base en présence d'un acide tel que le chlorure d'hydrogène HCl : H2O + HCl(aq) ⟶ H3O+(aq) + Cl−(aq).

L'ion bicarbonate HCO3−, dont les couples acide-base sont H2CO3 / HCO3− et HCO3− / CO32−, est aussi un ampholyte.

## Calcul du pH d'un ampholyte
Soit un ampholyte qui joue le rôle d'acide pour le couple 1, avec la constante d'acidité pKa1, et un rôle de base pour le couple 2, de constante d'acidité pKa2.
En considérant par approximation que les concentrations des ions H3O+ et HO− sont très inférieures à celle de l'ampholyte, on obtient la formule suivante : pH = 1/2 ( pKa1 + pKa2 ).